# Harald Kirschninck
Harald Kirschninck (* 8. Juni 1954 in Hamburg) ist ein deutscher Historiker und Autor von historischen Sachbüchern. Er recherchierte als Historiker die Themen Geschichte der Juden in Elmshorn und auf Norderney, Geschichte der Hitlerjugend in Elmshorn und Norderney und die Geschichte des Nationalsozialismus in Elmshorn. Viele seine Werke sind in wissenschaftlichen Bibliotheken verbreitet.

## Leben
Harald Kirschninck wurde in Hamburg am 8. Juni 1954 geboren, besuchte von 1961 bis 1965 die Volksschule Norderney und bis 1966 die Realschule Norderney. Nach Umzug seiner Eltern nach Bad Bramstedt besuchte er das Gymnasium Jürgen-Fuhlendorf-Schule und nach einem weiteren Umzug nach Elmshorn das Gymnasium Elsa-Brändström-Schule in Elmshorn, das er mit dem Abitur im Jahre 1975 verließ. Er studierte an der Universität Hamburg die Fächer Chemie und Geschichte und schloss das Studium mit dem Ersten Staatsexamen für das Höhere Lehramt in den Fächern Chemie und Geschichte ab. Nach dem Referendariat an Gymnasien in Bargteheide und Elmshorn (Bismarckschule) legte er das zweite Staatsexamen in Hamburg 1983 ab.
Wegen damaligem Lehrerüberschuss wechselte er den Beruf und absolvierte die Ausbildung zum Pharmareferenten in Frankfurt bei der Firma Cassella-Riedel-Pharma GmbH. Nach Abschluss mit der IHK-Prüfung in Frankfurt, arbeitete er bis 2008 als Pharmareferent bei den Firmen Cassella-Riedel-Pharma GmbH, Hoechst Marion Roussell, Aventis Pharma und Sanofi-Aventis. 2008 verließ er die Firma und absolvierte eine Ausbildung zum Heilpraktiker an der Akademie für Ganzheitsmedizin an der kardiologischen Reha-Klinik in Heidelberg. Seit 2009 arbeitet Harald Kirschninck als Heilpraktiker in eigener Praxis in Elmshorn und auf Norderney.

## Wirken
Harald Kirschninck erforschte als Historiker die Geschichte der Jüdischen Gemeinde Elmshorn und der Juden von Norderney. Weiterhin forschte er über die Geschichte der Hitlerjugend in Elmshorn und Norderney und zur Zeit über die Geschichte des Nationalsozialismus in Elmshorn. Aus dieser Forschungsarbeit sind zahlreiche Bücher, Aufsätze und Coproduktionen entstanden.
In Elmshorn gelang es Harald Kirschninck die genaue Lage der Grabsteine auf dem dortigen historischen Jüdischen Friedhof zu lokalisieren und zusammen mit der Vorsitzenden der Jüdischen Gemeinde Elmshorn den Friedhof zu restaurieren. Neben Führungen, Vorträgen, Gastunterrichtsstunden an Elmshorner Schulen arbeitete Harald Kirschninck bei dem Verein „Spurensuche im Kreis Pinneberg“ und früher bei der Aktion Stolpersteine mit. Zusätzlich hält er Kontakte zu ehemaligen jüdischen Mitbürgern aus Elmshorn und deren Nachkommen und hilft ihnen bei der Biografie-Arbeit.

## Auszeichnungen und Ehrungen
- 2021:  Bundesverdienstkreuz am Bande

## Schriften
- Kirschninck, Harald: Juden in Elmshorn, Teil 1: Diskriminierung. Verfolgung. Vernichtung, Elmshorn 1996. (Beiträge zur Elmshorner Geschichte. Band 9).
- Kirschninck, Harald: Juden in Elmshorn, Teil 2: Isolierung. Assimilation. Emanzipation. Elmshorn 1999. (Beiträge zur Elmshorner Geschichte, Band 12).
- Kirschninck, Harald: Die Geschichte der Juden in Elmshorn. 1685–1918. Band 1. Norderstedt 2017.
- Kirschninck, Harald: Die Geschichte der Juden in Elmshorn. 1918–1945. Band 2. Norderstedt 2017.
- Kirschninck, Harald: Der Zug ohne Wiederkehr. - Deportation jüdischer Mitbürger von Elmshorn. Norderstedt 2017.
- Kirschninck, Harald: Beth ha Chajim. Haus des ewigen Lebens. Ein Besuch auf dem jüdischen Friedhof von Elmshorn. Norderstedt 2019.
- Kirschninck, Harald: Was können uns die Gräber erzählen? Biografien und Geschichten hinter den Grabsteinen des jüdischen Friedhofes von Elmshorn. Band 1. Norderstedt 2019.
- Kirschninck, Harald: Was können uns die Gräber erzählen? Biografien und Geschichten hinter den Grabsteinen des jüdischen Friedhofes von Elmshorn. Band 2. Norderstedt 2019.
- Kirschninck, Harald: Was können uns die Gräber erzählen? Biografien und Geschichten hinter den Grabsteinen des jüdischen Friedhofes von Elmshorn. Band 3. Norderstedt 2019.
- Kirschninck, Harald: Wo sind sie geblieben? Biografien und Geschichten der Juden von Norderney. Band 1. A-K. Norderstedt 2020.
- Kirschninck, Harald: Wo sind sie geblieben? Biografien und Geschichten der Juden von Norderney. Band 2. L-Z. Norderstedt 2020.
- Kirschninck, Harald: Nordseebad Norderney ist judenfrei. Die Geschichte der Juden von Norderney von der Niederlassung bis zur Deportation. Norderstedt 2020.
- Kirschninck, Harald: Und sie werden nicht mehr frei ihr ganzes Leben! Die Geschichte der Hitlerjugend auf der Nordseeinsel Norderney. Norderstedt 2022.
- Kirschninck, Harald: Die Fahne ist mehr als der Tod. Die Geschichte der Hitlerjugend von Elmshorn. Band 1. Norderstedt 2023.
- Kirschninck, Harald: Die Fahne ist mehr als der Tod. Die Geschichte der Hitlerjugend von Elmshorn. Band 2. Norderstedt 2023.
- Kirschninck, Harald: Der Kampf um Elmshorn. Elmshorn im Nationalsozialismus im Spiegel der Elmshorner Zeitungen 1920 – 1933. Band 1. Norderstedt 2025
- Kirschninck, Harald: Gebt uns vier Jahre Zeit! Elmshorn im Nationalsozialismus im Spiegel der Elmshorner Zeitungen 1933 – 1936. Band 2. Norderstedt 2025
- Kirschninck, Harald: Der Weg in den Untergang. Elmshorn im Nationalsozialismus im Spiegel der Elmshorner Zeitungen 1936 – 1945. Band 3. Norderstedt 2025